# Mesterholdenes Europa Cup i håndbold 1982-83 (kvinder)
Mesterholdenes Europa Cup i håndbold 192-83 for kvinder var den 23. udgave af Mesterholdenes Europa Cup i håndbold for kvinder. Turneringen havde deltagelse af 22 hold, som var blevet nationale mestre sæsonen forinden, samt de ungarske sølvvindere fra Budapesti Spartacus, eftersom mesterholdet Vasas SC allerede var kvalificeret til turneringen som forsvarende mester. Den blev afviklet som en cupturnering, hvor alle opgørene blev afviklet over to kampe, hvor holdene mødtes både ude og hjemme.
Turneringen blev vundet af Spartak Kijev fra Sovjetunionen, som i finalen over to kampe besejrede RK Radnički fra Jugoslavien med 48-36. Det var niende gang i turneringens historie, at Spartak Kijev vandt titlen, mens RK Radnički efter to vundne finaler i sæsonerne 1975-76 og 1979-80 for tredje sæson i træk oplevede at tabe i finalen.
Danmarks repræsentant i turneringen var de danske mestre fra IF AIA-Tranbjerg, som blev slået ud i 1/8-finalen, hvor holdet over to kampe tabte med 30-38 til Budapesti Spartacus fra Ungarn.

## Resultater

### 1/16-finaler
| Dato   | Dato   | Hjemmehold i 1. kamp      | Udehold i 1. kamp    | Resultat | Resultat | Resultat |
| 1.kamp | 2.kamp | Hjemmehold i 1. kamp      | Udehold i 1. kamp    | Samlet   | 1.kamp   | 2.kamp   |
| ------ | ------ | ------------------------- | -------------------- | -------- | -------- | -------- |
| ?      | ?      | Polisens IF               | Drumsö IK Dicken     | 59–16    | 29-50    | 30-11    |
| –      | –      | Maccabi Harazim Ramat Gan | TACSK Istanbul       | w.o.     | –        | –        |
| ?      | ?      | US Dunkerque              | HBC Bascharage       | 55–15    | 21-70    | 34-80    |
| ?      | ?      | Almada AC                 | ATV Basel-Stadt 1862 | 30–43    | 09-18    | 21-25    |
| ?      | ?      | Elckerlyc                 | BM Iber Valencia     | 21–56    | 14-28    | 07-28    |
| ?      | ?      | Budapesti Spartacus       | Aris Nikea           | 90–15    | 48-90    | 42-60    |
| ?      | ?      | Skjeberg IF               | Neistin              | 45–20    | 24-11    | 21-90    |

### Ottendedelsfinaler
| Dato   | Dato   | Hjemmehold i 1. kamp | Udehold i 1. kamp         | Resultat | Resultat | Resultat |
| 1.kamp | 2.kamp | Hjemmehold i 1. kamp | Udehold i 1. kamp         | Samlet   | 1.kamp   | 2.kamp   |
| ------ | ------ | -------------------- | ------------------------- | -------- | -------- | -------- |
| ?      | ?      | Polisens IF          | Maccabi Harazim Ramat Gan | 51–24    | 28-12    | 23-12    |
| ?      | ?      | Spartak Kijev        | ASK Vorwärts Frankfurt    | 43–27    | 26-11    | 17-16    |
| ?      | ?      | Swift Roermond       | TSV Bayer 04 Leverkusen   | 25–29    | 12-13    | 13-16    |
| ?      | ?      | Hypobank Südstadt    | US Dunkerque              | 48–39    | 25-13    | 23-16    |
| ?      | ?      | ATV Basel-Stadt 1862 | Start Bratislava          | 27–59    | 18-32    | 09-27    |
| ?      | ?      | RK Radnički          | BM Iber Valencia          | 49–39    | 29-19    | 20-20    |
| ?      | ?      | Budapesti Spartacus  | IF AIA-Tranbjerg          | 38–30    | 17-15    | 21-15    |
| ?      | ?      | Vasas SC             | Skjeberg IF               | 43–32    | 21-16    | 22-16    |

### Kvartfinaler
| Dato   | Dato   | Hjemmehold i 1. kamp    | Udehold i 1. kamp   | Resultat | Resultat | Resultat |
| 1.kamp | 2.kamp | Hjemmehold i 1. kamp    | Udehold i 1. kamp   | Samlet   | 1.kamp   | 2.kamp   |
| ------ | ------ | ----------------------- | ------------------- | -------- | -------- | -------- |
| ?      | ?      | Polisens IF             | Spartak Kijev       | 25–44    | 12-19    | 13-25    |
| ?      | ?      | TSV Bayer 04 Leverkusen | Hypobank Südstadt   | 32–24    | 17-10    | 15-14    |
| ?      | ?      | Start Bratislava        | RK Radnički         | 38–45    | 21-19    | 17-26    |
| ?      | ?      | Vasas SC                | Budapesti Spartacus | 35–32    | 14-16    | 21-16    |

### Semifinaler
| Dato   | Dato   | Hjemmehold i 1. kamp | Udehold i 1. kamp       | Resultat | Resultat | Resultat |
| 1.kamp | 2.kamp | Hjemmehold i 1. kamp | Udehold i 1. kamp       | Samlet   | 1.kamp   | 2.kamp   |
| ------ | ------ | -------------------- | ----------------------- | -------- | -------- | -------- |
| ?      | ?      | Spartak Kijev        | TSV Bayer 04 Leverkusen | 61–28    | 34-11    | 27-17    |
| ?      | ?      | Vasas SC             | RK Radnički             | 48–54    | 26-22    | 22-32    |

### Finale
| Dato   | Dato   | Hjemmehold i 1. kamp | Udehold i 1. kamp | Resultat | Resultat | Resultat |
| 1.kamp | 2.kamp | Hjemmehold i 1. kamp | Udehold i 1. kamp | Samlet   | 1.kamp   | 2.kamp   |
| ------ | ------ | -------------------- | ----------------- | -------- | -------- | -------- |
| 24.4.  | 1.5.   | RK Radnički          | Spartak Kijev     | 36–48    | 19-23    | 17-25    |